# ميكي بروت
ميكي بروت (بالإنجليزية: Mickey Pruitt)‏ هو لاعب كرة قدم أمريكية أمريكي، ولد في 10 يناير 1965 في بامبرج في الولايات المتحدة.

## وصلات خارجية
- ميكي بروت على موقع مرجع كرة القدم المحترفة.كوم (الإنجليزية)